# Campionati europei di atletica leggera 1982 - Maratona femminile
La gara della maratona femminile si è tenuta il 12 settembre 1982.

## Classifica finale
| Pos      | Atleta                      | Tempo   | Note |
| -------- | --------------------------- | ------- | ---- |
| 1        | Rosa Mota (POR)             | 2:36:03 |      |
| 2        | Laura Fogli (ITA)           | 2:36:28 |      |
| 3        | Ingrid Kristiansen (NOR)    | 2:36:38 |      |
| 4        | Alba Milana (ITA)           | 2:38:54 |      |
| 5        | Carla Beurskens (NED)       | 2:39:22 |      |
| 6        | Karolina Szabó (HUN)        | 2:40:50 |      |
| 7        | Midde Hamrin (SWE)          | 2:42:14 |      |
| 8        | Zoja Ivanova (URS)          | 2:42:43 |      |
| 9        | Kathryn Binns (GBR)         | 2:44:09 |      |
| 10       | Rita Marchisio (ITA)        | 2:44:24 |      |
| 11       | Monika Lövenich (FRG)       | 2:45:10 |      |
| 12       | Charlotte Teske (FRG)       | 2:45:17 |      |
| 13       | Heidi Hutterer (FRG)        | 2:46:32 |      |
| 14       | Tuija Toivonen (FIN)        | 2:48:51 |      |
| 15       | Sinikka Kiippa (FIN)        | 2:48:54 |      |
| 16       | Henriette Fina (AUT)        | 2:49:57 |      |
| 17       | Christine Seeman (FRA)      | 2:51:58 |      |
| 18       | Carey May (IRL)             | 2:52:06 |      |
| 19       | Vreni Forster (SUI)         | 2:52:49 |      |
| 20       | Nadezhda Gumerova (URS)     | 2:53:00 |      |
| 21       | Carol Gould (GBR)           | 2:58:48 |      |
| 22       | Georgia Papanastasiou (GRE) | 3:18:40 |      |
| 23       | Kyriaki Kouvara (GRE)       | 3:28:53 |      |
| Ritirate |                             |         |      |
| —        | Iclar Martínez (ESP)        | DNF     |      |
| —        | Annick Lebreton (FRA)       | DNF     |      |
| —        | Magda Ilands (BEL)          | DNF     |      |
| —        | Yelena Tsukhlo (URS)        | DNF     |      |